# 베샨코비치

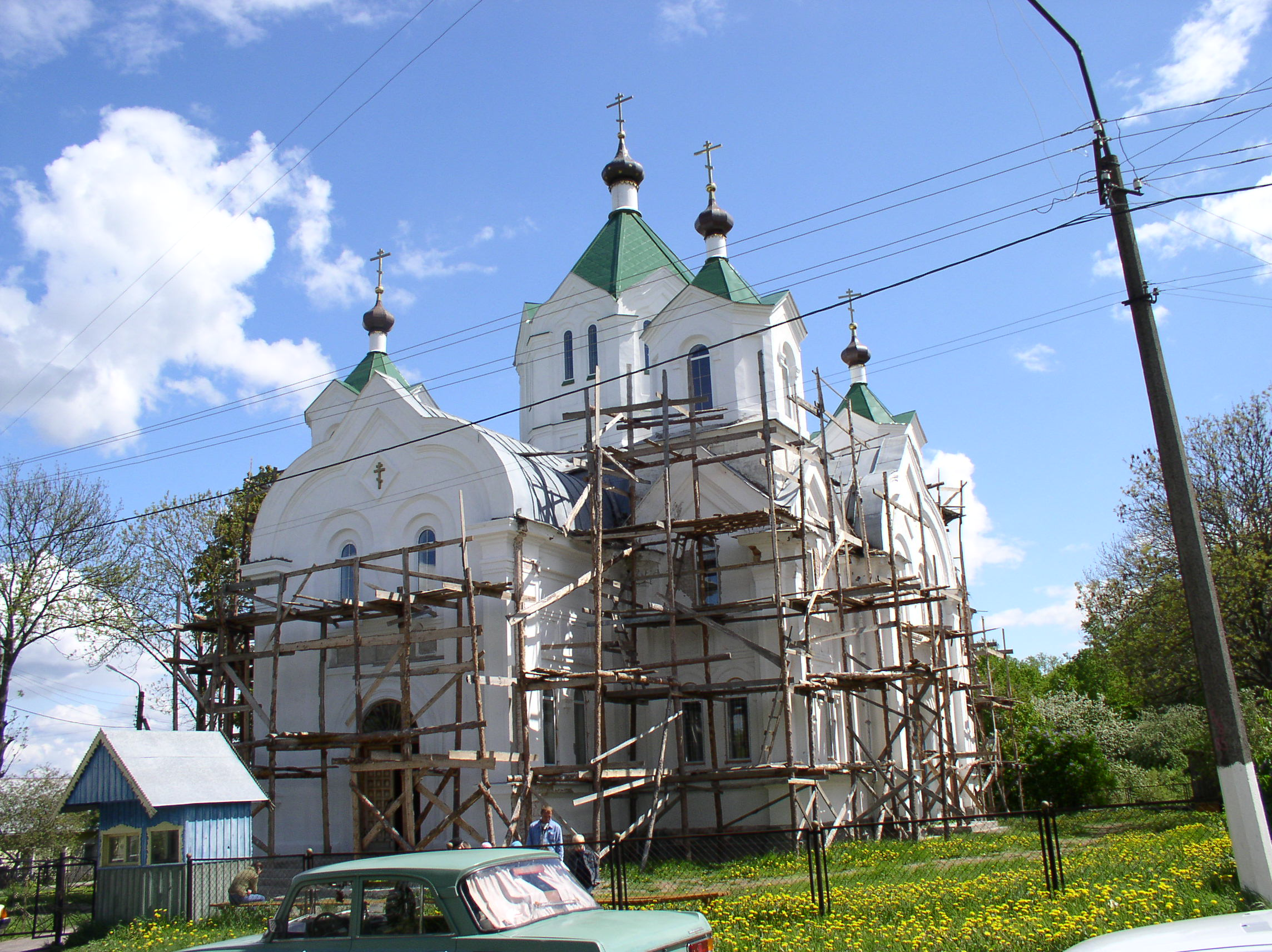
베샨코비치

베샨코비치(벨라루스어: Бешанко́вічы/Biešankovičy, 러시아어: Бешенко́вичи 베셴코비치[*])는 벨라루스 비쳅스크 주에 있는 도시이다. 서드비나강이 흐른다. 비텝스크에서 51km 떨어져 있고, 인구는 9,430명(1992년)이다.

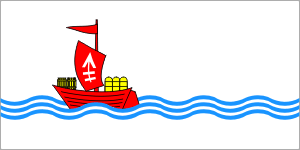
시기